# Makowo (województwo warmińsko-mazurskie)
Makowo (niem. Melchertswalde) – wieś w Polsce położona w województwie warmińsko-mazurskim, w powiecie iławskim, w gminie Iława.
| SIMC    | Nazwa   | Rodzaj    |
| ------- | ------- | --------- |
| 0475341 | Praszki | część wsi |

W latach 1975–1998 miejscowość administracyjnie należała do województwa olsztyńskiego.